# گاباپنتین
گاباپنتین (به انگلیسی: Gabapentin) که با نام‌های تجاری دیگری از جمله نورونتین (به انگلیسی: Neurontin) نیز شناخته می‌شود، یک داروی ضد تشنج است که در درجه اول برای درمان تشنج‌های جزئی و دردهای نوروپاتیک استفاده می‌شود. این دارو، یک داروی خط اول برای درمان دردهای نوروپاتیک ناشی از نوروپاتی دیابتی، نورالژی‌های ناشی از اعصاب محیطی پس از زونا و دردهای نوروپاتیک سیستم عصبی مرکزی است. در کسانی که از گاباپنتین برای نوروپاتی دیابتی یا نورالژی پس از هرپس استفاده می‌کنند حدود ۳۰–۴۰٪ مؤثر است.
خواب‌آلودگی و گیجی، رایج‌ترین اثرات جانبی این دارو هستند. اثرات جانبی شدیدتر، شامل افزایش خطر خودکشی، افت تنفسی و بروز واکنش‌های آلرژیک است. در کسانی که بیماری کلیوی دارند، دوزهای پایین‌تر توصیه می‌شود. گاباپنتین با کاهش فعالیت زیرواحدهایی از کانال‌های کلسیم موجود در سلول‌ها و در نتیجه، جلوگیری از انتقال پیام عصبی درد، عمل می‌کند. گاباپنتین برای نخستین بار، در سال ۱۹۹۳ برای تجویز و استفاده، تأیید شد و از ۲۰۰۴، به‌عنوان یک داروی ژنریک، در ایالات متحده، مورد استفاده است. در سال ۲۰۱۹، این دارو با ۴۷ میلیون بار تجویز، دهمین داروی پُر استفاده در آمریکا بود.

## کاربردها
گاباپنتین، یک آنالوگ گاما آمینوبوتیریک اسید است که در ابتدا برای درمان صرع تولید شد، ولی در حال حاضر برای موارد مختلفی از جمله کاهش درد، به‌خصوص در دردهای نوروپاتیک و دردهای با منشأ عصبی، مورد استفاده است.
این دارو در سال ۱۹۹۴ از سوی سازمان غذا و داروی آمریکا (FDA) برای درمان صرع (گاباپنتین همراه با سایر داروهای ضد تشنج مورد استفاده قرار می‌گیرد) تأیید شد. در سال ۲۰۰۲ به پزشکان اجازه داده شد که از این دارو برای کاهش درد ناشی از ابتلا به زونا (نورالژی هرپسی) استفاده کنند. هم‌اکنون برخی از پزشکان از این دارو برای پیش‌گیری از سردرد میگرنی، درمان نیستاگموس و نیز کاهش دردهای نوروپاتیک (عصبی) استفاده می‌کنند. این دارو، در آمریکا و بریتانیا، جهت درمان و کنترل مواردی چون اختلال دوقطبی و اختلال اضطراب به‌صورت بدون مجوز، خرید و فروش و استفاده می‌شود.

### صرع
گاباپنتین برای درمان تشنج‌های جزئی (تشنج کانونی) تأیید شده‌است. با این حال، برای صرع منتشر مؤثر نیست.

### دردهای نوروپاتیک
گاباپنتین به عنوان یک داروی خط اول برای تسکین دردهای نوروپاتیک مزمن توسط مقالات مختلف پزشکی توصیه می‌شود. این دارو به‌عنوان یک داروی عمومی برای همه سندرم‌های درد نوروپاتیک به غیر از نورالژی عصب سه‌قلو قابل استفاده است. مصرف این دارو، برای درمان کمردرد، درد سیاتیک و نوروپاتی‌های مرتبط با اچ‌آی‌وی یا سرطان بی‌تاثیر یا فاقد تأثیرات قابل توجه است.

### درمان وابستگی‌های دارویی
گاباپنتین در کاهش عوارض سندرم ترک الکل و ولع مصرف همراه آن به‌طور متوسط مؤثر است اما در درمان الکلیسم، تأثیر مستقیم ندارد.
گاباپنتین در درمان وابستگی به کوکائین و مت‌آمفتامین (شیشه) بی‌اثر است و به ترک سیگار کمک نمی‌کند. گاباپنتین همچنین، علائم و عوارض ترک مواد افیونی را به‌طور قابل توجهی کاهش نمی‌دهد. شواهد کافی برای استفاده از آن به‌منظور رفع وابستگی به ماری‌جوآنا نیز وجود ندارد. این دارو با بیش از ۳۰۰ نام تجاری مختلف در داروخانه‌های سرتاسر دنیا، عرضه می‌شود. نورونتین، محصول شرکت فایزر و نیز آپوگاباپنتین، محصول شرکت آپوتکس کانادا از نام‌های تجاری شناخته‌شدهٔ این دارو هستند.

## فارماکولوژی
گاباپنتین، یک لیگاند برای یکی از زیرواحدهای کانال‌های کلسیمی در سلول‌های عصبی، موسوم به زیرواحد α۲δ است و با اتصال به این زیرواحد، مانع از برهم‌کنش آن با سایر زیرواحدهای کانال می‌شود. این اتفاق، باعث کاهش فعالیت کانال‌ها شده و در نتیجه مانع از انتقال پیام عصبی و انتقال حس درد می‌شود. با وجود این‌که گاباپنتین، یک آنالوگ ساختاری برای گاما آمینوبوتیریک اسید (گابا) است، اما متصل به گیرنده‌های گابا نمی‌شود و مکانیسم عمل آن، متفاوت از داروهای مسدودکنندهٔ کانال‌ها است.

## موارد منع مصرف
در بیماران مبتلا به نارسایی کلیه، به دلیل سمیت گاباپنتین و ریسک انباشتگی آن در کلیه‌ها، دارو باید در دوزهای پایین و با احتیاط مصرف شود. ایمنی مصرف این دارو در دوران بارداری و شیردهی، به‌درستی مشخص نیست.

## اثرات جانبی
در بزرگسالان، خواب‌آلودگی، گیجی و نیز ورم اندام‌ها از جمله اثرات جانبی شایع مصرف گاباپنتین است. آتاکسی، خستگی و نیستاگموس، از دیگر اثرات جانبی این دارو هستند. مواردی از جمله آنورگاسمی، اختلال نعوظ و میوکلونوس، نیز با مصرف این دارو مشاهده شده‌اند. این عوارض، پس از قطع مصرف یا جایگزینی دارو، رفع می‌شوند.

### تداخل با الکل
مصرف الکل همراه با گاباپنتین می‌تواند خواب‌آلودگی و عوارض جانبی دارو را به طور قابل‌توجهی تشدید کند.

### خودکشی
در برگهٔ توضیحات گاباپنتین، هشدار داده شده که مصرف این دارو می‌تواند با افزایش افکار و رفتارهای مرتبط با خودکشی همراه باشد. در بیماران مبتلا به صرع و مبتلایان به اختلال دوقطبی، احتمال خودکشی و تلاش برای انجام آن و خودزنی، بالاتر است.

### وابستگی و قطع مصرف دارو
عوارض قطع ناگهانی مصرف گاباپنتین، ۱ تا ۲ روز پس از قطع مصرف، ظاهر می‌شود. نخستین و شایع‌ترین آن‌ها، تحریک‌پذیری، گیجی و کلافگی است که با مشکلات ڱوارشی، لرزش، عرق‌کردن، تاکی‌کاردی، فشار خون بالا و بی‌خوابی ادامه می‌یابد. در برخی از موارد، تشنج‌های پس از قطع مصرف دارو نیز مشاهده شده‌است.

### کاهش اثر گاباپنتین
برخی از داروها ممکن است موجب کاهش اثر گاباپنتین شوند:
- داروهای ضد مالاریا: مانند مفلوکین
- ضد افسردگی‌های چهار حلقه‌ای: مانند میانسرین
- داروهای ضدچاقی: ارلیستات

### افزایش اثر گاباپنتین
برخی داروها می‌توانند باعث افزایش غلظت یا اثر گاباپنتین شوند:
- داروهای تسکین‌دهنده مانند مورفین
- داروهای ضدتشنج مانند روفینامید
- ترکیبات کانابیدیول و تتراهیدروکانابینول

## اووردوز
اووردوز یا بیش‌مصرفی گاباپنتین ممکن است به‌صورت اتفاقی یا عمدی رخ دهد. بیش‌مصرفی این دارو می‌تواند منجر به مواردی چون خوابیدن بیش از اندازه، روان‌پریشی، بی‌حالی، تاری دید، حرکات غیرارادی بدن و در موارد حادتر، منجر به بیهوشی، قطع تنفس، کما و مرگ شود.